# کمتال
کمتال یا کنتال یکی از کوه‌های استان آذربایجان شرقی می‌باشد که در  در ۵۰ کیلومتری شهرستان جلفا و هادیشهر ۱۷۵ کیلومتری تبریز نزدیکی نوار مرزی رودخانه ارس بین کشور جمهوری اسلامی ایران و ارمنستان قرار دارد. ارتفاع این کوه ۲۱۲۳ متر می‌باشد. این کوه در امتداد ارتفاعات ارسباران و در نزدیکی کوه کیامکی واقع شده‌است.